# Greta Knutson

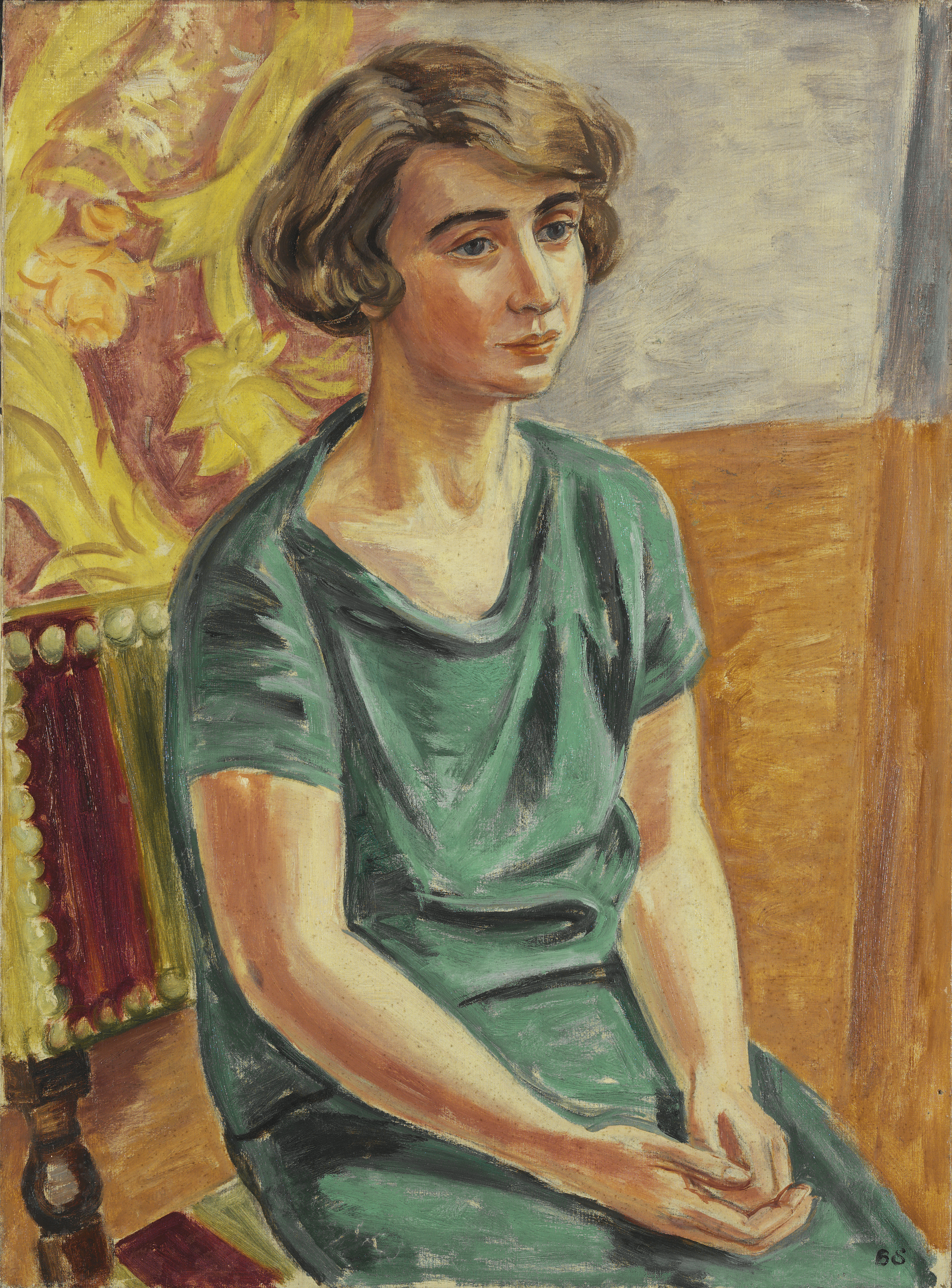
Porträt Knutsons von Birger Simonsson, undatiert

Greta Knutson (* 10. November 1899 in Stockholm; † 6. März 1983 in Paris) war eine schwedische Künstlerin, die in Paris lebte.

## Leben
Greta Knutsons Vater war Kaufmann und ein verhinderter Künstler. Ihr Verhältnis zu ihm war spannungsgeladen. Sie hatte einen Bruder, der Arzt in Stockholm wurde. Sie studierte 1918/19 in Stockholm an der Malschule bei Carl Wilhelmson und im Folgejahr an der Königlichen Kunstakademie. 1920 ging sie nach Paris, besuchte die Kunstschule von André Lhote und hatte ein Atelier in der Rue Ernest-Cresson.

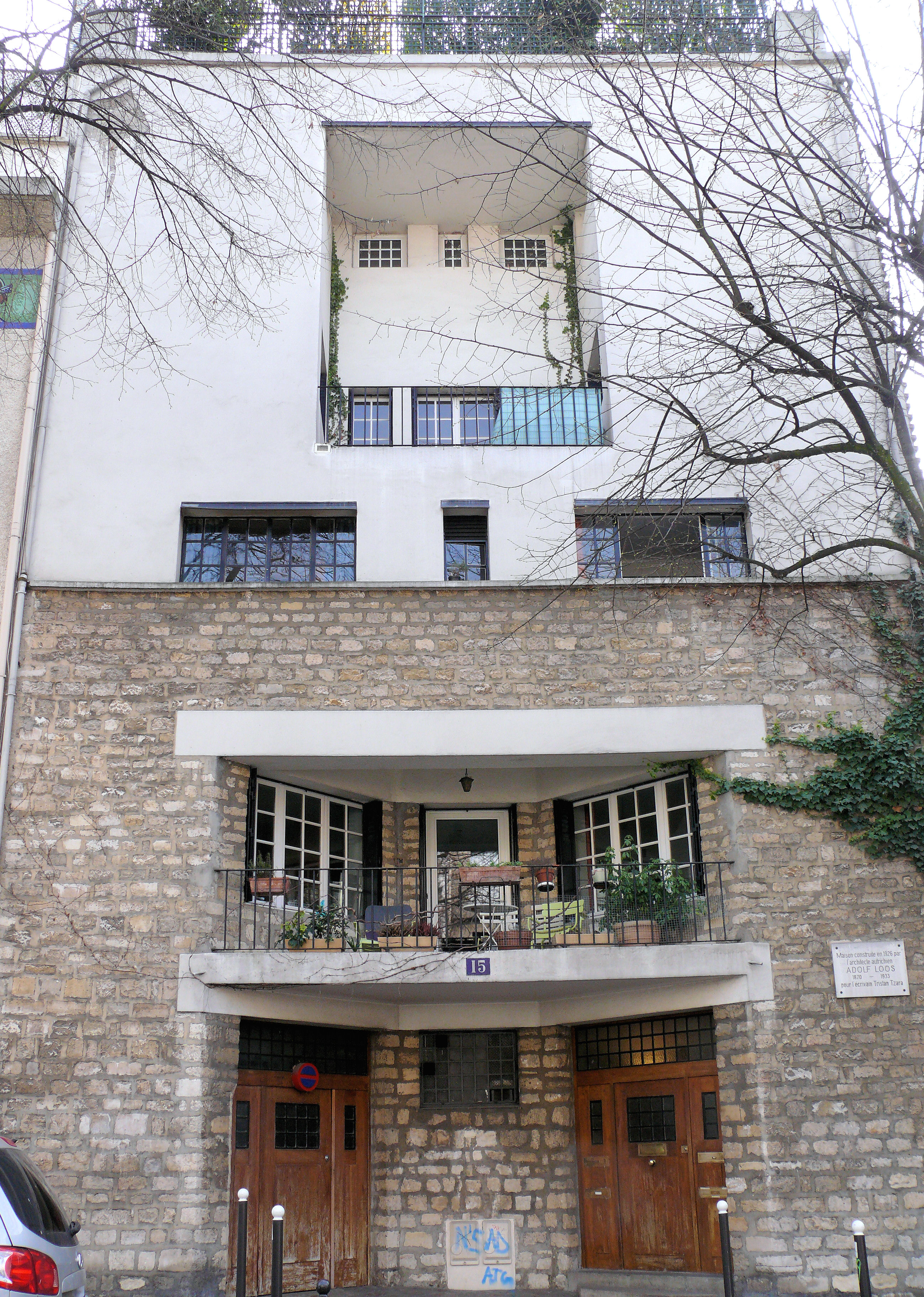
Knutsons Maison de Tristan Tzara in Paris

1924 lernte sie Tristan Tzara nach einer Aufführung von dessen Stück Mouchoir de nuages im Theater La Cigale kennen. Sie heirateten am 8. August 1925 in Stockholm obschon ihre Mutter den jüdischen Schwiegersohn ablehnte. Mit dem Erbe ihrer verstorbenen Eltern ließen sie sich 1926/27 von Adolf Loos im Montmartre die „Maison de Tristan Tzara“ bauen. Das Gebäude wird heute mit Tristan Tzara identifiziert. Aus finanziellen Gründen vermieteten sie die unteren drei Etagen und bewohnten selbst nur die oberen zwei. Ihr Arbeitszimmer wurde nachträglich eingerichtet. Der Architekt hatte für sie keines vorgesehen. Das Haus wurde ein Treffpunkt der Pariser Surrealistenszene, in der die Partnerinnen als Muse und erotisches Wunschbild galten, nicht aber als Künstlerinnen wahrgenommen wurden. Der Sohn Christophe wurde 1927 geboren, Knutson erkrankte danach schwer.
Ab 1933 verschlechterten sich die ehelichen Beziehungen in „Strindbergschem Ausmaß“ (Alice Halicka), beide Partner versuchten, eine Libertinage zu praktizieren, sie eine Zeit lang mit Pablo Neruda und dann mit René Char. 1938 reichte sie die Scheidung ein, und Tzara zog aus und in eine Wohnung in der Rue de l'Odéon, die Scheidung erfolgte 1942. Nach der deutschen Eroberung Frankreichs ging sie 1940 mit Sohn und Char in das unbesetzte Frankreich nach Aix-en-Provence, und beide arbeiteten für die Résistance, sie leitete eine Widerstandsgruppe. Knutson wurde kurzzeitig von der Gestapo festgenommen. Tzara sah sie dort 1942, als er von der Vichy-Regierung aus Saint Tropez vertrieben wurde.
Nach dem Krieg war sie politisch enttäuscht über die Wiederkehr der Kollaborateure in Frankreich. Sie schrieb als Kunstkritikerin unter dem Pseudonym Christine Carennac für Albert Camus’ kurzlebige Zeitschrift Empédocle. 1946 wurde ihr in der Métro eine Reisetasche gestohlen, die ihre unveröffentlichten poetischen Manuskripte enthielt, welche somit endgültig verloren waren.

## Werk
Knutson malte im Stile der Fauvisten und Kubisten. Die Surrealisten, deren dogmatischen, selbsternannten Führer André Breton war, lehnte sie hingegen ab. 1926 und 1928 stellte sie in Stockholm und Göteborg bei den „Optimisten“ ihre Gemälde aus. 1928 hatte sie in Paris eine Einzelausstellung in der Galerie von Leopold Zborowski. Ihre Modelle waren oft ihr Sohn Christophe, ihre Katze und sie selbst. Ab 1929 nahm sie am „Salon des Surindépendants“ teil. 1932 hatte sie wieder eine Einzelausstellung in Stockholm. 1935 beteiligte sie sich an der „Artists' international association antifascist exhibition“ in London. 1937 nahm sie an der Ausstellung Les femmes artistes d'Europe exposent au Jeu de Paume teil.
1930 widmete Tzara seiner Frau den Gedichtband L’Arbre des voyageurs.
Von 1949 bis 1968 arbeitete sie die meiste Zeit des Jahres in ihrem Haus im Département Vaucluse und wechselte mit den Jahren von einer zunächst figurativen Kunst, auch in der Bildhauerei, zu surrealistischen Erzählungen in der Malerei und in der Poesie. Mit Gunnar Ekelöf übersetzte sie literarische Texte ins Schwedische und ins Französische. 1981 hatte sie ihre erste Buchpublikation mit Erzählungen, die sie selbst aus dem Französischen ins Deutsche übersetzte, unter dem Titel Bestien.

## Texte
- Bestien. Übersetzung aus dem Französischen von Greta Knutson. Brigitte Classen (Hrsg.). Berlin: Medusa-Verl. Wölk u. Schmid, 1980
- Lunaires. Paris: Flammarion, 1985.